# Hans Kaart
Hans Kaart, artiestennaam van Joannes Franciscus Jansen, (Amsterdam, 19 mei 1920 – Lugano, 18 juni 1963) was een Nederlands acteur en zanger (tenor).
Hij is zoon van Joannes Franciscus Jansen en Isabella Johanna Maria Kaart, die een jaar na zijn geboorte overleed. Hij was een neef van Johan Kaart (broer van Isabelle) en was van 1957 tot zijn overlijden getrouwd met de Schotse mezzosopraan Caroline Raitt, die bekend is geworden onder de naam Caroline Kaart en als Caroline van Hemert door haar huwelijk in 1969 met Willy van Hemert.
Zijn loopbaan begon niet in de artiestenwereld; hij werkte in een glas-in-loodhandel en een drukkerij. Vervolgens bediende hij de schijnwerpers in Theater Carré en werd toneelmeester bij Heintje Davids. Opleiding in het acteursvak kreeg hij van Louis Saalborn, die hem opnam in zijn gezelschap. Zo stond hij in januari 1937 op de planken in Het getrouwde schoolmeisje van Stefan Bekeffi vertaald door Maurits Parser. Hij ging aan de slag bij het Residentietoneel. In 1953 deed hij auditie voor een zangpartij en de dirigent Josef Krips raadde hem aan om zijn stem de laten oefenen in Milaan. Op aanraden van Walter Legge en Herbert von Karajan ging hij verder studeren bij Frederik Husler in Steinhude, alwaar hij Caroline leerde kennen.
Hij kreeg zijn muziekopleiding in Nederland, Italië en Duitsland, maar had toen al een loopbaan als acteur. Zijn debuut als zanger vond plaats op 25 januari 1957 in Karlsruhe, een Nederlands optreden volgde al spoedig. Hij maakte een concertreis door de Verenigde Staten en aanvaardde een functie bij Covent Garden. Vanaf 1960 was hij bij de opera in Düsseldorf te zien, 1962 in Chicago, maar bleef ook in Nederland en België optreden.
Hans Kaart was in zijn tijd een door velen omstreden figuur. Men vroeg zich af waarom hij liever zanger werd dan acteur, aangezien men vond dat acteren hem beter af ging dan zingen. In Nederland kon men voor het eerst zijn zangkwaliteiten beluisteren op een door His Master's Voice in Parijs opgenomen grammofoonplaat, waarop hij samen met verloofde Caroline Raitt fragmenten zingt uit Otello en Il trovatore van Giuseppe Verdi.
Het echtpaar Kaart kreeg in juni 1961 een ernstig verkeersongeluk. Hans werd eind 1961 failliet verklaard als gevolg van een niet opgeloste huurkwestie.
Hans Kaart overleed op 43-jarige leeftijd na complicaties bij een ooroperatie. Het echtpaar woonde destijds in het Zwitserse Giubiasco.

## Filmografie
- 1953 - Sterren stralen overal
- 1955 - Het wonderlijke leven van Willem Parel
- 1958 - Dorp aan de rivier
- 1958 - Fanfare

- Bibsys: 9028556
- Bibliothèque nationale de France: cb138293560 (data)
- Gemeinsame Normdatei: 1059149397
- International Standard Name Identifier: 0000 0000 5083 9104
- Library of Congress Control Number: no91005475
- Nederlandse Thesaurus van Auteursnamen: 071064958
- Union List of Artist Names: 500344493
- Virtual International Authority File: 19863931
- WorldCat: E39PBJxH3h73t9cxB9BDJ8gdwC